# 關西國際機場發電中心
34°25′57″N 135°14′09″E / 34.432511°N 135.235730°E
關西國際機場發電中心（日语：関西国際空港エネルギーセンター）是日本一間火力發電廠，位於大阪府田尻町關西國際機場的人工島上，由關西電力所營運，1993年11月開始運轉。平常狀態下專門供應關西國際機場的電力，緊急狀態下可以經由關西國際機場聯絡橋附掛的兩迴路電纜往外輸電。
原則上採用天然氣發電，設計上也可使用煤油發電，儲藏著7日使用量。另外，發電時的熱也被用來產生蒸氣，用於機場的空調。

## 機組
- 一號機
  - 1993年（平成5年）11月開機
  - 電力2萬kW
- 二號機
  - 1993年（平成5年）11月開機
  - 電力2萬kW